# Círcol Catòlic (secció de bàsquet)
El Círcol Catòlic Badalona és un club de basquetbol de la ciutat de Badalona, fundat l'any 1941.

## Història

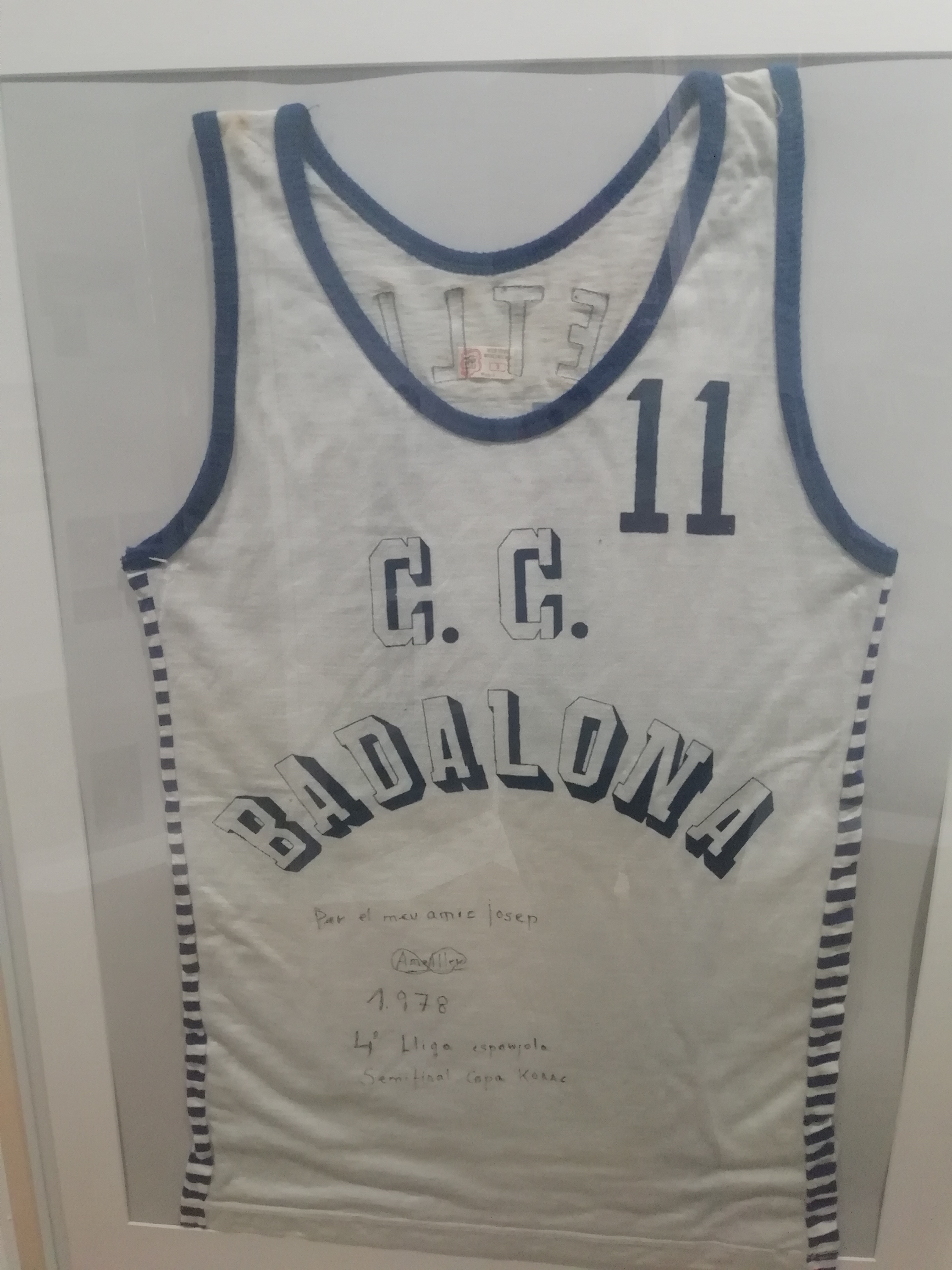
Samarreta de l'equip Círcol Badalona.

Va ser fundat en el mes d'abril de 1941 per José Famadas com la secció de bàsquet del Círcol Catòlic. Els primers partits es jugaven a la Rectoria Vella de Santa Maria, inaugurada l'1 de febrer de 1942 amb un enfrontament contra el Teià.
La temporada 1941-42 es va inscriure a la tercera categoria del Campionat de Catalunya. En dos dos anys ascendí a segona divisió, i la temporada 1944-45 va aconseguir pujar a la primera categoria de la competició, on romangué fins a l'any 1952. La temporada 1959-60, la Federació espanyola va crear el trofeu Gonzalo Aguirre, una mena de segona divisió, on el Círcol va participar fins a la temporada 1969-70, en què va baixar a tercera divisió, però va trigar només dues temporades en recuperar la categoria.
A finals del mes d'abril de 1973, el Círcol assoleix l'ascens a la primera divisió espanyola dues jornades abans de l'acabament de la competició. Aquell equip, que també va ser campió absolut de la segoona categoria en derrotar al campió de l'altre grup, estava format per homes com Ezequiel Barrios, Antoni Baqué, Josep Machado, Josep Mañosa, Ricard Horta, Enric Campos, Josep Cisa, E. Buñuel, Pere Suñol, Josep Vila i Joan Costa. L'entrenador era Josep Xicart i el President en Domènec Tallada. La primera temporada a l'elit va coincidir amb els altres dos grans clubs de basquetbol de la ciutat: el Joventut i el Sant Josep.
El 1976 va aconseguir el patrocini de l'empresa "Cotonificio", passant a anomenar-se "Cotonificio de Badalona". Aquest impuls econòmic i esportiu el va permetre classificar-se en quart lloc a la primera divisió, classificant-se per disputar la Copa Korac i arribant a ser semifinalista la temporada 1978-79, quedant a les portes de jugar la primera final europea de la història del club. Va tornar a disputar la Copa Korac la 79-80, quedant eliminat a la lligueta de quarts de final. El 1980 va disputar la final de la Lliga catalana davant el FC Barcelona, perdent per 90 a 73. Aquella mateixa temporada repetí participació a Copa Korac per tercer any consecutiu però quedant fora a segona ronda.
En aquells anys en què presidia Domènec Tallada i després Pere Antoja, van formar part del club jugadors i entrenadors com Manel Comas, Josep Maria Oleart, Aíto García Reneses, Joaquim Costa, Andrés Jiménez, Héctor Perotas, Agustí Cuesta, Javier Mendiburu, Adolfo Sada i Jack Schrader, entre d'altres.
La temporada 1980-81 va arribar a ser campió d'hivern, i la temporada següent quedà 3r classificat a la lliga, arribant fins als quarts de final de Copa Korac, en la que fou la quarta i última participació del club en competicions europees. A la Copa d'Espanya va arribar a semifinals.
A finals de 1982 la secció de bàsquet s'independitza de l'entitat, adoptant el nom de CB Círcol Catòlic, mantenint l'esponsorització de Cotonificio i la plaça a la Lliga Nacional, però amb un evident divorci amb l'Ajuntament de Badalona. La solució que més sonava era marxar de Badalona a Santa Coloma de Gramenet, tot i que també es va contemplar la possibilitat d'una fusió entre aquest nou club i el Sant Josep.
El patrocini de l'empresa Cotonificio es va mantenir fins a 1983. Aquell any el Círcol va començar la temporada sense espònsor tot i que ben aviat es va arribar a un acord amb "Licor 43". Poques setmanes després el primer equip es traslladava a jugar a Santa Coloma de Gramenet, principalment degut a problemes amb l'ús del pavelló del Sant Josep, on l'equip entrenava i disputava els seus partits. Unes setmanes més tard va canviar el seu nom passant a anomenar-se "Bàsquet C.C. Badalona", i es va deslligar completament de l'entitat badalonina. La temporada següent aquesta nova entitat es fusionava amb el CB Santa Coloma, qui pasava a ocupar la plaça a la Lliga ACB.
En aquelles nou temporades a la màxima categoria del bàsquet espanyol va arribar a ser l'alternativa als tres grans de l'època (Real Madrid, FC Barcelona i Club Joventut Badalona), amb dues semifinals de Copa del Rei i quatre participacions a la Copa Korac amb semifinal inclosa. L'any 1984 es va tornar a posar en marxa el bàsquet a l'entitat, però en una situació molt diferent a la d'anys anteriors: el primer equip va haver de començar a competir de nou en l'última categoria del bàsquet català, i l'entitat comptava amb tan sols sis equips al planter.
L'any 2016, el Círcol Catòlic va recuperar l'esponsorització de l'empresa "cotonificio", rememorant el 75è aniversari de l'entitat competint a Copa Catalunya.
La 2021-22, després d'una gran temporada, juga les fases d'ascens a EBA sense l'èxit final esperat. La temporada 2023-24 forma part de la Super Copa, la nova màxima categoria del bàsquet català on queda 8è.

## Millors registres històrics
- Lliga Nacional (actual ACB) 1981-82: 3r Classificat
- Copa Korac 1978-79: Semifinalista
- Copa del Rei 1981-82 i 1982-83: Semifinalista
- Lliga Catalana 1980: Finalista

## Temporada a temporada
| Temporada | Nivell              | Divisió             | Pos.                | Postemporada        | G–P                 | Copa del Rei        | Competicions europees | Competicions europees | Competicions europees |                     |
| --------- | ------------------- | ------------------- | ------------------- | ------------------- | ------------------- | ------------------- | --------------------- | --------------------- | --------------------- | ------------------- |
| 1969–70   | 2                   | 2.ª Divisió         | 12                  | Descens             | 4–18                | –                   | –                     | –                     | –                     |                     |
| 1970–71   | 3                   | 3.ª Divisió         | 6                   | –                   | 17–1–8              | –                   | –                     | –                     | –                     |                     |
| 1971–72   | 3                   | 3.ª Divisió         | 1                   | Ascens              | 29–2                | –                   | –                     | –                     | –                     |                     |
| 1972–73   | 2                   | 2.ª Divisió         | 1                   | Ascens              | 24–1–4              | –                   | –                     | –                     | –                     |                     |
| 1973-74   | 1                   | Lliga Nacional      | 10                  | –                   | 11–1–16             | –                   | –                     | –                     | –                     |                     |
| 1974-75   | 1                   | Lliga Nacional      | 6                   | –                   | 10–12               | Quarts de final     | –                     | –                     | –                     |                     |
| 1975-76   | 1                   | Lliga Nacional      | 5                   | Fase final          | 13–2–17             | –                   | –                     | –                     | –                     |                     |
| 1976-77   | 1                   | Lliga Nacional      | 8                   | –                   | 9–13                | Fase de grups       | –                     | –                     | –                     |                     |
| 1977-78   | 1                   | Lliga Nacional      | 4                   | –                   | 12–1–9              | Quarts de final     | –                     | –                     | –                     |                     |
| 1978-79   | 1                   | Lliga Nacional      | 5                   | –                   | 13–1–8              | Vuitens de final    | 3 Copa Korać          | SF                    | 7–3                   |                     |
| 1979-80   | 1                   | Lliga Nacional      | 4                   | –                   | 13–1–8              | Quarts de final     | 3 Copa Korać          | FG                    | 6–2                   |                     |
| 1980-81   | 1                   | Lliga Nacional      | 4                   | –                   | 18–1–7              | Quarts de final     | 3 Copa Korać          | R2                    | 1–1                   |                     |
| 1981-82   | 1                   | Lliga Nacional      | 3                   | –                   | 20–6                | Semifinalista       | 3 Copa Korać          | FG                    | 5–3                   |                     |
| 1982-83   | 1                   | Lliga Nacional      | 8                   | *renuncia           | 13–13               | Semifinalista       | –                     | –                     | –                     |                     |
| 1984–00   | Divisions inferiors | Divisions inferiors | Divisions inferiors | Divisions inferiors | Divisions inferiors | Divisions inferiors | Divisions inferiors   | Divisions inferiors   | Divisions inferiors   | Divisions inferiors |
| 2000–01   | 4                   | Lliga EBA           | 9                   | –                   | 15–15               | –                   | –                     | –                     | –                     |                     |
| 2001–02   | 4                   | Lliga EBA           | 14                  | Relegation playoffs | 12–20               | –                   | –                     | –                     | –                     |                     |
| 2002–03   | 4                   | Lliga EBA           | 15                  | Descens             | 9–23                | –                   | –                     | –                     | –                     |                     |
| 2003–04   | 5                   | Copa Catalunya      | 3                   | Ascens              | 24–8                | –                   | –                     | –                     | –                     |                     |
| 2004–05   | 4                   | Lliga EBA           | 4                   | *renuncia           | 19–11               | –                   | –                     | –                     | –                     |                     |
| 2005–06   | 5                   | Copa Catalunya      | 15                  | Descens             | 9–21                | –                   | –                     | –                     | –                     |                     |
| 2006–07   | 6                   | 1.ª Catalana        | 11                  | Descens             | 15–15               | –                   | –                     | –                     | –                     |                     |
| 2007–08   | 7                   | 2.ª Catalana        | 9                   | –                   | 16–14               | –                   | –                     | –                     | –                     |                     |
| 2008–09   | 7                   | 2.ª Catalana        | 5                   | –                   | 18–12               | –                   | –                     | –                     | –                     |                     |
| 2009–10   | 7                   | 2.ª Catalana        | 1                   | Ascens              | 22–8                | –                   | –                     | –                     | –                     |                     |
| 2010–11   | 6                   | 1.ª Catalana        | 6                   | –                   | 15–15               | –                   | –                     | –                     | –                     |                     |
| 2011–12   | 6                   | 1.ª Catalana        | 13                  | Descens             | 13–17               | –                   | –                     | –                     | –                     |                     |
| 2012–13   | 7                   | 2.ª Catalana        | 2                   | Ascens              | 24–6                | –                   | –                     | –                     | –                     |                     |
| 2013–14   | 6                   | 1.ª Catalana        | 3                   | Ascens              | 13–25               | –                   | –                     | –                     | –                     |                     |
| 2014–15   | 5                   | Copa Catalunya      | 9                   | –                   | 16–14               | –                   | –                     | –                     | –                     |                     |
| 2015–16   | 5                   | Copa Catalunya      | 13                  | Descens             | 12–18               | –                   | –                     | –                     | –                     |                     |
| 2016–17   | 6                   | 1.ª Catalana        | 3                   | Ascens              | 26–6                | –                   | –                     | –                     | –                     |                     |
| 2017–18   | 5                   | Copa Catalunya      | 5                   | –                   |                     | –                   | –                     | –                     | –                     |                     |
| 2018–19   | 5                   | Copa Catalunya      | 12                  | –                   | 8-18                | –                   | –                     | –                     | –                     |                     |
| 2019–20   | 5                   | Copa Catalunya      | 7                   | –                   |                     | –                   | –                     | –                     | –                     |                     |
| 2020–21   | 5                   | Copa Catalunya      | 5                   | –                   |                     | –                   | –                     | –                     | –                     |                     |
| 2021–22   | 5                   | Copa Catalunya      | 2                   | Fase final          | 17-5                | –                   | –                     | –                     | –                     |                     |
| 2022–23   | 5                   | Copa Catalunya      | 5                   | Ascens              | 15-11               | –                   | –                     | –                     | –                     |                     |
| 2023–24   | 5                   | Super Copa          | 8                   | –                   | 11-15               | –                   | –                     | –                     | –                     |                     |
| 2024–25   | 5                   | Super Copa          | 14                  | Descens             | 5-21                | –                   | –                     | –                     | –                     |                     |
| 2025–26   | 6                   | Copa Catalunya      |                     |                     |                     | –                   | –                     | –                     | –                     |                     |

*renuncia a la plaça.

## Palmarès
- 2ª Divisió Nacional:
  - 1972-73
- 3ª Divisió Nacional:
  - 1971-72
- Copa Hernán: 
  - 1947
- Trofeu Vicente Bosch:
  - 1944
- Lliga Catalana:
  - 1980 | Subcampió